# Megalotragus
Megalotragus був родом дуже великих вимерлих африканських альцелафінів, які відбувалися з пліоцену до раннього голоцену. Його череп нагадував череп сучасних конгоні, але відрізнявся більшим розміром тіла та пропорціями гну. Megalotragus включає деякі з найбільших видів бикових у трибі Alcelaphini, що досягають висоти в плечах 1,4 м. Рід складається з трьох видів, з яких Megalotragus priscus зберігся до раннього голоцену. Відстань між кінчиками рогів близько 1,2 м.